# Dacnusites sepultus
Dacnusites sepultus är en stekelart som beskrevs av Cockerell 1921. Dacnusites sepultus ingår i släktet Dacnusites och familjen bracksteklar. Inga underarter finns listade i Catalogue of Life.